# Pseudocheilinus octotaenia
 Pseudocheilinus octotaenia és una espècie de peix de la família dels làbrids i de l'ordre dels perciformes.

## Morfologia
Els mascles poden assolir els 14 cm de longitud total.

## Distribució geogràfica
Es troba des de l'Àfrica oriental fins a les Illes Hawaii.